# 福娃奧運漫遊記
《福娃奥运漫游记》是一部经第29屆奧林匹克運動會組織委員會授权，由北京电视台和北京卡酷动画卫视联合制作的，以2008年北京奥运吉祥物——五個福娃为主角的大型动画片。该片100集，每集12分钟，并于2007年8月8日北京奥运会倒计时一周年之际在北京电视台和北京卡酷动画卫视首播。中国中央电视台称，此片很受中國观众喜爱，并获得许多大奖。

## 奖项
主要獲獎如下：
- 国家广电总局2007年度全国少儿节目精品及动画精品评审——优秀国产动画精品一等奖第1名
- 第九届“金熊猫”奖国际动画作品评选——评委会特别大奖
- 2007“金手指奖”——年度最佳最佳动画片大奖
- “金龙奖”动漫榜中榜——内地及港澳台年度最佳电视动画、内地及港澳台年度最佳人气动画图书
- 亚洲青年动漫大赛——最佳作品
- 中国动漫风云榜——评委会特别大奖
- 《动漫周刊》“2007年度中国十大动画光荣榜”榜首
- 第四届中国国际动漫节——“美猴奖”优秀动画系列片奖
- 入围德国慕尼黑PRIX JEUNESSE INTERNATIONAL 2008国际大赛

## 创作班底
- 总编剧—邹静之[3]
- 总导演—曾伟京
- 美术大师—靳尚谊、吴冠英
- 著名影视编剧、导演—高希希、史航
- 内地动漫界名人—钱运达、孙立军
- 港澳台漫画大师—蔡志忠、敖幼祥、黄玉郎、萧言中、温绍伦、黄天俊

## 配音阵容
本片在中國大陸请到了著名演员及歌手来为其角色配音。香港版本由TVB配音組配音。
- 贝贝—（中國大陸：陶虹、香港：林元春）
- 晶晶—（中國大陸：梅婷、香港：陸惠玲）
- 欢欢—（中國大陸：金海心、香港：張頌欣）
- 迎迎—（中國大陸：张靓颖、香港：鄭麗麗）
- 妮妮—（中國大陸：曹颖、香港：何璐怡）
- 乐乐—（中國大陸：張璐、香港：黃玉娟）
- 蹦蹦—（中國大陸：潘粤明、香港：李錦綸）
- 跳跳—（中國大陸：龚格尔、香港：梁偉德）
- 全博士—（中國大陸：陆建艺、香港：陳永信）
- 小飞—（中國大陸：曾伟京、香港：梁少霞）
- 迷你—（中國大陸：张桢、香港：曾秀清）
- 爸爸—（中國大陸：张国立、香港：招世亮）
- 妈妈—（中國大陸：张桢、香港：黃玉娟）
- 大友—（中國大陸：毛毛头、香港：謝潔貞）
- 然然—（香港：沈小蘭）
- 福牛樂樂—（香港：黃玉娟）

## 歌曲
- 主題曲《北京欢迎你》是由刘欢创作，人声组合“蝌蚪”合唱团演唱。
- 片尾曲《卡酷漫漫想》是由鄭鈞作曲兼演唱。

## 每集主題
- 01 《福娃来了》
- 02 《神秘的起跑器》
- 03 《短跑也疯狂》
- 04 《特别特别的冠军》
- 05 《意想不到的起源》
- 06 《雕像与冠军》
- 07 《拳击大战》
- 08 《自由所以最快》
- 09 《瞄准射击》
- 10 《沙滩与排球》
- 11 《出水芙蓉》
- 12 《游泳花样多》
- 13 《剑技》
- 14 《网球之趣》
- 15 《自行车王国》
- 16 《借来的冠军》
- 17 《弓箭的秘密》
- 18 《射箭论英雄》
- 19 《最快的球吗？》
- 20 《跳高无极限》
- 21 《奔跑吧！希腊人》
- 22 《怪事连连的比赛》
- 23 《失踪的马拉松人》
- 24 《皇后与飞人》
- 25 《童年的灵感》
- 26 《冰雪时速》
- 27 《输了剃光头》
- 28 《不像马的马》
- 29 《碟中之舞》
- 30 《冰球的奥秘》
- 31 《小孩子的游戏》
- 32 《空中飞人》
- 33 《0.1环-冠亚之遥》
- 34 《天下第一剑》
- 35 《冰上芭蕾》
- 36 《不一样的金牌》
- 37 《失败是成功之母》
- 38 《铅球的演变》
- 39 《青蛙是吾师》
- 40 《清凉又清爽的运动》
- 41 《跳台跳水花样多》
- 42 《弄潮儿》
- 43 《泳衣的秘密》
- 44 《决战雪原》
- 45 《克服障碍》
- 46 《“兴奋”的代价》
- 47 《一步步的冠军》
- 48 《飞一般的感觉》
- 49 《绝对的平衡》
- 50 《大力士之鏊战》
- 51 《奥运猜猜猜》
- 52 《不灭的圣火》
- 53 《雪橇上的拳击手》
- 54 《足球之诞生》
- 55 《星光四射绿茵场》
- 56 《教授的游戏》
- 57 《梦幻球队》
- 58 《不犯规的手球》
- 59 《唐代曲棍球》
- 60 《出乎意料的比赛》
- 61 《桌子上的网球》
- 62 《乒乓在中国》
- 63 《飞过网的篮球胆》
- 64 《排球女将》
- 65 《冠军妈妈》
- 66 《马儿啊你好好跑》
- 67 《全能战士之歌》
- 68 《五福娃大战全博士》
- 69 《体操王子》
- 70 《钢丝与单杠》
- 71 《双杠上的绝招》
- 72 《高也成低也就》
- 73 《秋千与吊环》
- 74 《“翻跟斗”的运动》
- 75 《金牌中的金牌》
- 76 《撑杆跳》
- 77 《沉重的翅膀》
- 78 《跨过毛巾的冠军》
- 79 《谁是大力士》
- 80 《谈古论今话摔跤》
- 81 《以柔克刚之道》
- 82 《仁心仁术》
- 83 《跆拳道练习课》
- 84 《钢铁是这样炼成的》
- 85 《水上英雄》
- 86 《激流勇进》
- 87 《无名的冠军》
- 88 《胜利》
- 89 《大航海时代》
- 90 《风之子》
- 91 《十八般武艺》
- 92 《中国功夫》
- 93 《中国的骄傲》
- 94 《辉煌的篇章》
- 95 《铁头冠军》
- 96 《和网球赛跑》
- 97 《按摩室里的柔道高手》
- 98 《微笑圈》
- 99 《一半是金一半是银》
- 100 《北京欢迎你》

## 電視節目的變遷
| 香港 無綫電視翡翠台 星期一至五 13:20－__:__ 節目 | 香港 無綫電視翡翠台 星期一至五 13:20－__:__ 節目 | 香港 無綫電視翡翠台 星期一至五 13:20－__:__ 節目 |
| ------------------------------------------------ | ------------------------------------------------ | ------------------------------------------------ |
|                                                  | 福娃奧運漫遊記 （2008年8月11日－2008年8月22日）  |                                                  |
| 都市閒情                                         | 都市閒情                                         |                                                  |

| 香港 無綫電視翡翠台 放學ICU時段內 星期一至五 16:30－17:00 節目 | 香港 無綫電視翡翠台 放學ICU時段內 星期一至五 16:30－17:00 節目 | 香港 無綫電視翡翠台 放學ICU時段內 星期一至五 16:30－17:00 節目 |
| -------------------------------------------------------------- | -------------------------------------------------------------- | -------------------------------------------------------------- |
|                                                                | 福娃奧運漫遊記 （2008年6月16日－2008年8月8日）                 |                                                                |
| 哈姆太郎                                                       | 哈姆太郎                                                       |                                                                |

## 備註
1. ↑  .   [2008-06-08]. （原始内容存档于2018-12-25）.
2. ↑  .   [2008-06-08]. （原始内容存档于2016-03-04）.
3. ↑  .   [2008-06-08]. （原始内容存档于2018-12-25）.
4. ↑  .   [2008-06-08]. （原始内容存档于2019-07-16）.